# Граве, Сергей Людвигович
Серге́й Лю́двигович Гра́ве (1888, Фридрихштадт,  Российская империя (ныне Яунелгава, Латвия) — 11 февраля 1938) — русский советский прозаик и популяризатор науки. Расстрелян по приговору "2" в рамках немецкой операции НКВД, реабилитирован посмертно.

## Биография
Из остзейских дворян, немец по происхождению,  родился в г. Фридрихштадт Курляндской губернии. 
Получил высшее образование (окончил Петербургский университет). Говорил на пяти языках. Служил в Главном управлении местного хозяйства МВД Российской империи. С 1906 года служил пожарным брандмейстером Нарвской части Петербургской пожарной команды в чине титулярного советника; в 1924 — уволен со службы.
После 1917 года читал лекции рабочим, занимался популяризацией науки. На конец 1927 секретарь комиссии распространения научных знаний Русского общества любителей мироведения. Член РКП(б) с 1919 года (исключен в 1924 году). Вёл переписку с родственниками и
друзьями, выехавшими за границу.
На момент ареста в 1935 году пожарно-технический инспектор Треста учрежденческих домов Ленинграда. Проживал : Ленинград, Лесной проспект, д.17, кв.2. Арестован 27 февраля 1935 года. Особым совещанием при НКВД СССР 4 марта 1935 года осужден на 5 лет ссылки как "социально-опасный элемент". Выслан с женой и сыном-школьником в Атбасар Акмолинской области . Работал в областном водном хозяйстве. 
В мае 1935 года — обратился за помощью в Политический Красный Крест. Весной 1936 года — по ходатайству юридического отдела Помполита высылка была отменена. 
3 декабря 1937 года был повторно арестован органами НКВД СССР. Обвинён в шпионаже (по ст. 58-6) и антисоветской пропаганде (по ст. 58-10 УК РСФСР). 11 февраля 1938 года Комиссией наркома НКВД и Прокурора СССР осужден к ВМН  и в тот же день расстрелян. 
В 1958 году посмертно был реабилитирован посмертно по ходатайству жены В.П.Граве.

## Творчество
В 1926 году опубликовал повесть «Путешествие на Луну», посвященной, в основном, пропаганде ракетной техники. Не добившись успеха, фантастики больше не писал.